# Tokitsu-Ryu
Le Tokitsu-Ryu (時津流) est une synthèse originale de différents arts martiaux.
Le karaté d'Okinawa et plus précisément l'école de Shorin-Ryu, le qi gong, ou art du souffle, le Taichi chuan, en particulier celui de synthèse et le style Chen, le Yi chuan, le Kendo, forment ses racines profondes.
Le Tokitsu-Ryu est né d'une recherche entamée au milieu des années 1970. La première étape du parcours date de 1983, lorsque Kenji Tokitsu, après 10 ans de recherches sur le karaté traditionnel, formalise et enseigne pour la première fois un nouveau style de combat à main nue, le Shaolin-mon.
Dans le parcours de recherche qui a mené à la création du Shaolin-mon, Sensei Tokitsu a étudié et pratiqué le karaté des écoles modernes (Shotokan-ryu, Shito-ryu, Goju-ryu, Wado-ryu), effectuant une étude comparée d'environ 250 kata pratiqués et enseignés actuellement.
Dans les années suivant ce travail intègre l'étude des différents styles de taichi chuan (Chen, Yang), le Xingyi chuan, le Bagua zhang, le Baji quan, le Taiki-ken, le Yi chuan ainsi que des arts martiaux qui font partie du sabre japonais (Kenjutsu, Kendo, Iai-do) ont été intégrés. Les éléments des différentes pratiques martiales sont ceux d'origine, redécouverts après des années d'études, et non pas déformés par les approximations propres à la transmission d'une école à l'autre dans le temps.
Par la suite, Sensei Tokitsu intègre dans la pratique du Shaolin-mon ses études sur le kiko (qi gong en chinois) et commence une étroite collaboration avec le professeur Yayama Toshihiko, grand expert en kiko, responsable des services de chirurgie et de médecine orientale de l'hopital de la préfecture de Saga au Japon.
Ce chemin de recherche par le biais de la formalisation et de la pratique du Shaolin-mon aboutit en 2000 à la création de l'école Jisei-do.
La dernière étape dans le travail de recherche et de synthèse de Kenji Tokitsu est la Danse de l'énergie, une forme de dynamique composée de séquences articulées de mouvements adaptables aux différents niveaux techniques.
En 2002, le style, la méthode et l'école nés de cette longue recherche sont regroupés sous le nom Tokitsu-Ryu, le même qui a été adopté pour l'
Académie internationale d'arts martiaux créée par Me Kenji Tokitsu.